# Bollmannia macropoma
Bollmannia macropoma е вид бодлоперка от семейство Попчеви (Gobiidae).

## Разпространение и местообитание
Видът е разпространен в Еквадор, Коста Рика и Мексико.
Среща се на дълбочина от 2 до 205 m, при температура на водата от 13 до 15,7 °C и соленост 34,9 – 35 ‰.